# Dhapa
Dhapa (en népalais : धापा) est un comité de développement villageois du Népal situé dans le district de Jumla. Au recensement de 2011, il comptait 3 746 habitants.